# Diecezja Meru
Diecezja Meru (łac. Dioecesis Meruensis, ang. Diocese of Meru) – rzymskokatolicka diecezja ze stolicą w Meru, w Kenii.
Obecnie biskupem Meru jest Salesius Mugambi sprawujący posługę biskupa ordynariusza od 18 marca 2004. Wcześniej (od 1 grudnia 2001) Mugambi był biskupem koadiutorem Meru.
Biskup Meru jest sufraganem arcybiskupa Nyeri.

## Historia
Prefektura apostolska Meru została erygowana 10 marca 1926. Powstała ona na terenach należących wcześniej do wikariatu apostolskiego Kenii (obecnie archidiecezja Nyeri).
Dnia 7 maja 1953 prefekturę apostolską podniesiono do godności diecezji.
Terytorium diecezji czterokrotnie ulegało zmniejszeniu na rzecz nowo powstałych jednostek administracyjnych kenijskiego Kościoła katolickiego:
- 20 lutego 1956 – prefektura apostolska Kitui (obecnie diecezja Kitui)
- 9 grudnia 1976 – prefektura apostolska Garissa (obecnie diecezja Garissa)
- 9 czerwca 1986 – diecezja Embu
- 15 grudnia 1995 – wikariat apostolski Isiolo (obecnie diecezja Isiolo)

## Biskupi Meru
Prefektami apostolskimi i pierwszym biskupem Meru byli Włosi. Od 1976 biskupami zostają Kenijczycy.

### Prefekci apostolscy Meru
- Giuseppe Balbo IMC (1926 – 1930 zmarł)
  - Carlo Re IMC (1932 – 1936) administrator apostolski; wikariusz apostolski Nyeri
- José Nepote-Fus IMC (16 września 1936 – 7 sierpnia 1948) następnie mianowany administratorem apostolskim Rio Branco w Brazylii
  - Carlo Maria Cavallera IMC (1948 – 3 marca 1954) administrator apostolski; wikariusz apostolski Nyeri

### Biskupi Meru
- Lorenzo Bessone IMC (3 marca 1954 – 7 kwietnia 1976 zmarł)
- Silas Silvius Njiru (9 grudnia 1976 – 18 marca 2004)
- Salesius Mugambi (18 marca 2004 – nadal)
  - Jackson Murugara (19 marca 2025 – nadal) koadiutor